# Орвелл (Вермонт)
Орвелл (англ. Orwell) — місто (англ. town) в США, в окрузі Еддісон штату Вермонт. Населення — 1239 осіб (2020).

## Демографія
Згідно з переписом 2010 року, у місті мешкало 1250 осіб у 485 домогосподарствах у складі 348 родин. Було 656 помешкань
Расовий склад населення:
| - 97,7 % — білих - 0,6 % — азіатів - 0,5 % — корінних американців - 0,2 % — чорних або афроамериканців |

До двох чи більше рас належало 0,6 %. Частка іспаномовних становила 0,5 % від усіх жителів.
За віковим діапазоном населення розподілялося таким чином: 22,9 % — особи молодші 18 років, 61,8 % — особи у віці 18—64 років, 15,3 % — особи у віці 65 років та старші. Медіана віку мешканця становила 44,0 року. На 100 осіб жіночої статі у місті припадало 97,2 чоловіків;  на 100 жінок у віці від 18 років та старших — 94,7 чоловіків також старших 18 років.
Середній дохід на одне домашнє господарство  становив 65 067 доларів США (медіана — 56 979), а середній дохід на одну сім'ю — 73 047 доларів (медіана — 63 947). Медіана доходів становила 40 688 доларів для чоловіків та 37 396 доларів для жінок. За межею бідності перебувало 8,6 % осіб, у тому числі 8,2 % дітей у віці до 18 років та 10,9 % осіб у віці 65 років та старших.
Цивільне працевлаштоване населення становило 685 осіб. Основні галузі зайнятості: освіта, охорона здоров'я та соціальна допомога — 34,5 %, сільське господарство, лісництво, риболовля — 10,9 %, будівництво — 9,6 %.